# Antoine Carré
Pour les articles homonymes, voir Carré (homonymie).
Ne doit pas être confondu avec Antoine Carrée.
Antoine Carré est un homme politique français né le 4 mars 1943 à Fleury-les-Aubrais (Loiret). 
Il a été député du Loiret et 1er vice-président du Conseil général du département du Loiret.

## Biographie
Antoine Carré est élu maire de Saint-Jean-le-Blanc, commune de 6 000 habitants à l'époque, en 1977. Cette commune étant un chef-lieu de canton, Antoine Carré en est élu le conseiller général en 1982. 
Lors des élections législatives françaises de 1986, il est candidat en quatrième position sur la liste RPR-UDF dans le Loiret. La liste récoltant 45,86% des voix, seuls les trois premiers candidats sont élus. Cependant, Jacques Douffiagues, l'un des députés élus, est nommé au gouvernement de Jacques Chirac. Antoine Carré le remplace donc automatiquement à l'Assemblée nationale. 
Deux ans plus tard, lors élections législatives françaises de 1988, le mode de scrutin redevient majoritaire par circonscription. Jacques Douffiagues se présente alors dans la première circonscription du Loiret dont il avait été le député de 1978 à 1981. Antoine Carré n'est donc pas candidat à un nouveau mandat de député à cette occasion. Néanmoins, Jacques Douffiagues est défait par le député socialiste Jean-Pierre Sueur, laissant ainsi la place à Antoine Carré pour une candidature à la députation aux prochaines élections législatives de 1993. 
En 1992, Antoine Carré devient vice-président du Conseil général du Loiret. L'année suivante, il est élu député de la 1re circonscription du Loiret en battant le député sortant et maire d'Orléans Jean-Pierre Sueur. Il le restera jusqu'en 2007, soit pendant près de 14 ans. 
En 2001, pour cause de cumuls de mandats, il n'est pas candidat à sa réélection à la mairie de Saint-Jean-le-Blanc, préférant se concentrer sur sa fonction de 1er Vice-président du Conseil général du Loiret. 
En 2007, il choisit de ne pas se représenter aux élections législatives et laisse sa place à Olivier Carré, son cousin et également 1er adjoint au maire d'Orléans.

### Prises de position
Antoine Carré a cosigné en 2004 une proposition de loi tendant à rétablir la peine de mort pour les auteurs d'actes de terrorisme et s'est abstenu en 2007, lors du vote du projet de loi constitutionnelle relatif à l'interdiction de la peine de mort.

## Mandats
- 13/03/1977 - 18/03/2001 : maire de Saint-Jean-le-Blanc (Loiret)
- 22/03/1982 - 02/04/2015 : membre du Conseil général du Loiret
- 30/03/1992 - 02/04/2015 : vice-Président du Conseil général du Loiret
- 02/04/1986 - 14/05/1988 ; 02/04/1993 - 19/06/2007 : député du Loiret